# Janirella macrura
Janirella macrura är en kräftdjursart som beskrevs av Yakov Avadievich Birstein1963. Janirella macrura ingår i släktet Janirella och familjen Janirellidae. Inga underarter finns listade i Catalogue of Life.